# Гражданско обединение за републиката
Гражданско обединение за републиката (ГОР) е българско политическо движение, основано от Александър Томов и други членове на БСП през пролетта на 1993 г. първоначално като парламентарна група на недоволните от политиката на Жан Виденов.
След неуспешно участие в парламентарните избори през 1994 г. движението се влива в Българска евролевица.